# 弗兰克·德波尔
弗朗西库斯·“弗兰克”·德波尔（荷蘭語：Franciscus "Frank" de Boer，荷蘭語發音：[ˈfrɑŋg də ˈbuːr]，1970年5月15日—），荷蘭前足球運動員，曾擔任阿贾克斯和荷蘭國家隊隊長，球員時代司職後衛。退役後擔任教練工作，曾在母會阿贾克斯執教青年隊及主教練。世界足壇最佳荷蘭巨星之一。
法蘭·迪保亞有一個攣生兄長罗纳德·德波尔，也是出身於阿積士。

## 生平

### 球員
法蘭·迪保亞出自荷蘭著名班霸阿贾克斯，起先司職左閘，及後才打改中堅。他在1995年協助阿積士贏得歐洲聯賽冠軍杯後，法蘭·迪保亞開始在歐洲球壇揚名。1998年世界杯他代表國家隊出賽，在八強對阿根廷的比賽中曾作出關鍵性支援，協助隊友柏金射入致勝一球晉級。
1998年法蘭·迪保亞離開阿積士加盟西班牙球會巴塞羅那。是次轉會是法蘭·迪保亞職業生涯的低點。表現差劣外還受到禁藥事件困擾。但他仍然能夠效力到2003年才轉到土耳其加盟加拉塔沙雷，僅半季便到蘇格蘭加盟流浪者。由於他這時已年事已高，所以又過半年便轉到中東聯賽效力，兩季後宣佈退役。

### 教練
2007年，法蘭·迪保亞返母會阿贾克斯擔任青年隊教練。
2008年，法蘭·迪保亞成為荷蘭國家足球隊助教，協助當時國家隊主教練范马尔维克，令國家隊進入南非2010年世界盃決賽，但於決賽加時以0:1敗於西班牙，只能獲得亞軍。
2010年12月，法蘭·迪保亞，接替因球會成積欠佳辭職的约尔成為阿贾克斯看守領隊至歇冬。及後由於歇冬前比賽法蘭·迪保亞帶領球隊均能勝出。法蘭·迪保亞帶領阿積士連續4屆奪得荷甲冠軍，但其後被兩季被宿敵PSV燕豪芬奪得荷甲冠軍，法蘭·迪保亞於2016年5月12日辭職。
2016年8月9日，法蘭·迪保亞接替文仙尼出任國際米蘭主教練，領軍14場取得5勝2和7敗，國際米蘭降至意甲第12位，2016年11月1日，法蘭·迪保亞被國際米蘭辭退，在任僅85日。
2017年6月，水晶宮委任法蘭·迪保亞為新主帥。2017/18年度球季，水晶宮由開季聯賽四連敗兼零入球，最終在任僅77日後遭辭退。
2018年12月23日，法蘭·迪保亞出任阿特蘭大聯足球會主教练，接替出任墨西哥國家足球隊主教练的马蒂诺。
2020年9月23日，弗兰克·德波尔接替罗纳德·科曼出任荷兰国家队主教练。

## 榮譽

### 球員
阿贾克斯
- 荷蘭甲組足球聯賽冠軍 (5): 1989–90, 1993–94, 1994–95, 1995–96, 1997–98
- 荷蘭盃冠軍 (2): 1992–93, 1997-98
- 告魯夫盾冠軍 (3): 1993, 1994, 1995
- 歐洲聯賽冠軍盃冠軍 (1): 1994-95
- 歐洲足協盃冠軍 (1): 1991-92
- 歐洲超級盃冠軍 (1): 1995
- 洲際盃足球賽冠軍 (1): 1995

- 西班牙甲組足球聯賽冠軍 (1): 1998–99

### 教練
阿贾克斯
- 荷蘭甲組足球聯賽冠軍 (4): 2010-11, 2011-12, 2012-13, 2013-14
- 告鲁夫盾冠軍 (1): 2013

## 外部連結
- 個人官方網站